# Viability study
La Viability study (Studio della possibilità di sopravvivenza) è un'analisi della redditività associata ad una business idea, al fine di trasformarla in attività economica.Lo studio è composto da tre descrizioni/report:

## Feasibility report (Report di fattibilità)
Studia il piano atto a risolvere una situazione, come un problema od un'opportunità, così determina se il piano è "adatto al ruolo".

## Report di valutazione
Questo tipo di report serve ad esaminare sia una necessità riscontrata che un elenco di scelte, o in certi casi entrambe.

## Report di stima
Sulla base dei due report descritti in precedenza e con l'aggiunta di eventuali ed ulteriori dati disponibili, questo report fornisce un'opinione o un giudizio sul valore o sull'affidabilità di qualcosa.